# W-gänga

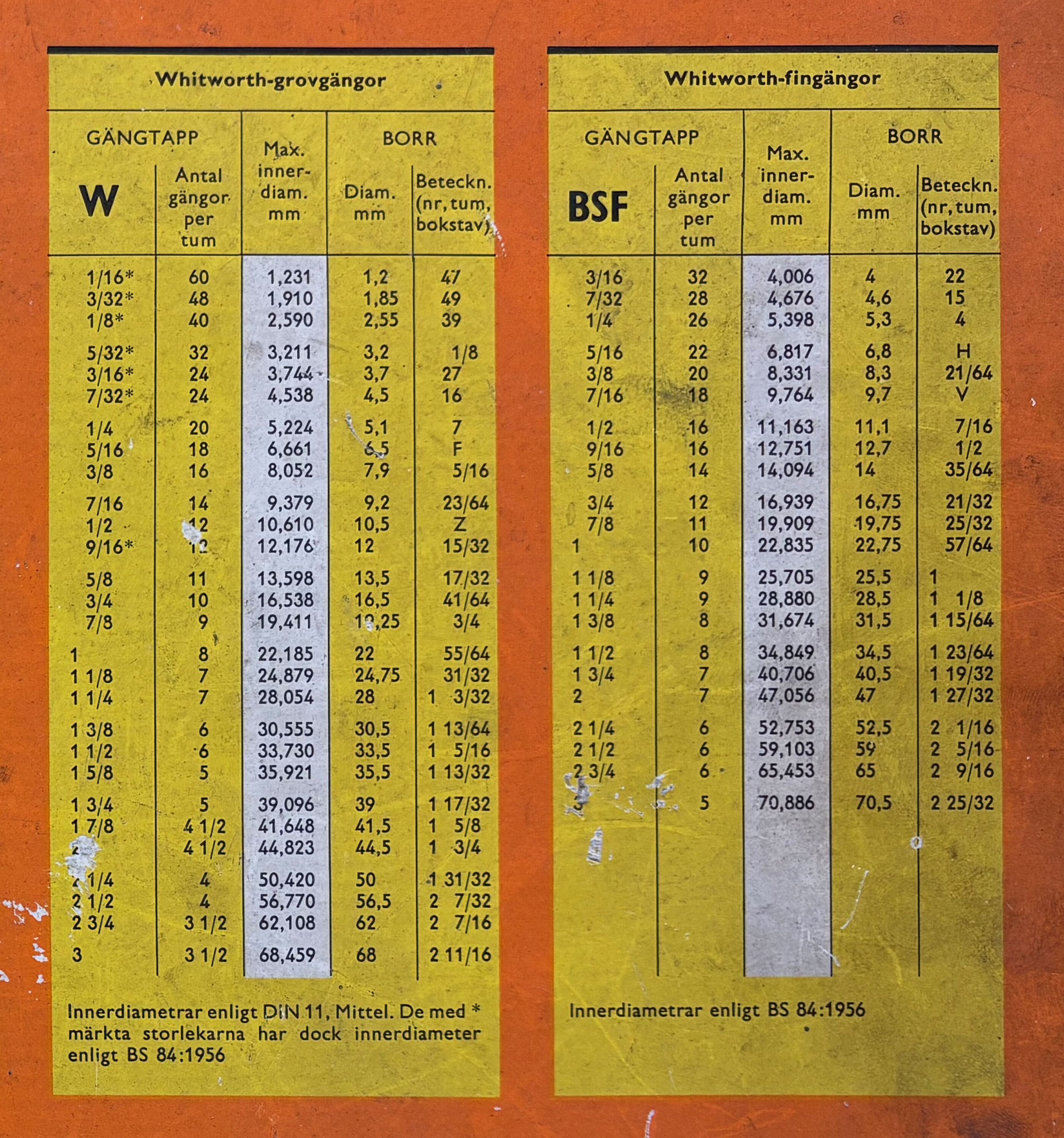
Whitworthgängor, dimensioneringstabell. BSF står för British Standard Fine.

W-gänga som står för Whitworthgänga är världens första internationella gängstandard. Den uppfanns av ingenjör Joseph Whitworth år 1841 och är baserad på brittiska måttenheter. 

## Historia
Britten och maskiningenjören Sir Henry Maudsley uppfann år 1800 en svarv med ledarskruv. Därmed blev det möjligt att tillverka skruvar och muttrar som var utbytbara med varandra. Om en skruv gick sönder kunde den nu ersättas den med en likadan. Ledarskruven gjorde att samma gängstigning kunde utföras på samtliga skruvar. Idén ansågs revolutionerande och flera började göra likadant, med alltmer förfinade metoder, med den påföljd att många olika system för skruvar och muttrar användes i verkstäderna.
Ingenjör Joseph Whitworth som arbetade hos Maudsley irriterade sig på de olika gängsystemen i de brittiska verkstäderna. Maudsley visade vägen genom sitt företag, så varför skulle vi inte kunna få till en gemensam standard för hela landet, frågade sig Whitworth.
Han förbättrade Maudsleys system genom att dels knyta antalet gängvarv per tum till diametern, dels fastställa en enhetlig gängprofil. Dessa teorier samlade han i publikationen Paper on an Uniform System of Screw Threads som gavs ut år 1841. Resultatet var överväldigande. Redan år 1852 hade fler än 400 verkstäder anslutit sig till Whitworth-systemet liksom brittiska amiralitetet och den brittiska järnvägen.
Whitworths idéer kom i rätt tid. Vid 1800-talets mitt ökade behovet av fästelement dramatiskt. Det var då som tusentals mil järnväg skulle byggas; järn- och stålindustrin sköt fart; nya uppfinningar som telefoni, elektricitet och förbränningsmotorn inspirerade till nya användningar.

### Övriga världen
I USA introducerades Whitworths system av ingenjör William Sellers – men desvärre gjorde han en del förändringar. Fransmännen uppfann sitt eget system som byggde på metersystemet medan Whitworth byggde på tum. I Tyskland fanns en lång rad regionala system varav en del baserades på metersystemet och en del på tum. 
Anledningen till att det var svårt att komma överens om en gemensam standard var att stora ekonomiska och rättmätiga intressen stod på spel. Vem skulle segra och vem skulle ge med sig? Många skruvtillverkare med stora maskinella investeringar bakom sig såg sin existens hotad. Många verkstadsföretag menade att en övergång till ett annat gängsystem skulle kosta för mycket. I början av 1900-talet rådde på det här området en stor oordning. 
Efter första världskriget på 1920-talet kom vändpunkten. Handeln mellan länderna ökade. De första multinationella företagen kom till. För sådana företag som Philips, Siemens och Citroën skapade olika nationella eller lokala system stora svårigheter. I det klimatet kom den nya, tyska nationella standarden DIN 13, med den så kallade M-gängan, att betyda mycket för utvecklingen.

### Efter andra världskriget
DIN-standarden med M-gängan accepterades av flertalet europeiska länder inklusive Sverige. Spanien hörde också till dessa länder vilket medförde att Latinamerika också accepterade villkoren. Till slut var DIN-standarden gemensam för nästan alla metriska länder utom Frankrike som höll fast vid sitt system.
Bland tum-länderna var oredan fortfarande stor vilket särskilt visade sig under andra världskriget. USA hade sin egen standard, Storbritannien, Kanada och Australien hade Whitworth, Frankrike sitt eget system och Ryssland hade DIN-gängan. Inget passade ihop. Strax efter kriget enade sig de så kallade ABC-länderna (America, Britain, Canada) om en gemensam gänga som senare och efter ytterligare modifieringar kom att kallas Unifiedgängan.
När ISO bildades år 1946 gavs gängfrågan högsta prioritet. Den allra första ISO-kommittén ägnade sig åt just gängor. Sverige fick sekretariatet med Sveriges Mekanstandardisering som handläggare.